# Hampshire (Île-du-Prince-Édouard)
Hampshire est une communauté dans le comté de Queens de l'Île-du-Prince-Édouard, Canada, au nord-ouest de Charlottetown.